# Afife
Afife é uma povoação portuguesa sede da freguesia homónima do município de Viana do Castelo. Tem com 11,08 km² de área e 1519 habitantes 
(censo de 2021), tendo, por isso, uma densidade populacional de 137,1 hab./km².

## Demografia
A população registada nos censos foi:
| Distribuição da População por Grupos Etários | Distribuição da População por Grupos Etários | Distribuição da População por Grupos Etários | Distribuição da População por Grupos Etários | Distribuição da População por Grupos Etários |
| -------------------------------------------- | -------------------------------------------- | -------------------------------------------- | -------------------------------------------- | -------------------------------------------- |
| Ano                                          | 0-14 Anos                                    | 15-24 Anos                                   | 25-64 Anos                                   | > 65 Anos                                    |
| 2001                                         | 199                                          | 215                                          | 900                                          | 363                                          |
| 2011                                         | 177                                          | 136                                          | 893                                          | 426                                          |
| 2021                                         | 134                                          | 124                                          | 739                                          | 522                                          |

## Situação geográfica
Afife é uma freguesia limítrofe do município de Viana do Castelo, situada no litoral Norte de Portugal  e com uma área de 13,12 km². Confronta a norte, parcialmente, com a freguesia de Âncora (município de Caminha), e Freixieiro de Soutelo, no município de Viana do Castelo; a sul com a freguesia de Carreço e com uma pequena área da freguesia da Areosa; a este com a freguesia de Outeiro; e a oeste com o Oceano Atlântico.
Afife detém um admirável cenário de paisagens.
A praia é de areia branca e fina e prolonga-se por toda a extensão da costa de mar (cerca de 4 quilómetros), intercalada em certas zonas por penedos.
Na freguesia de Afife nasce um rio com o mesmo nome, que tem três afluentes: os ribeiros da Pedreira, de Agrichousa e do Fojo.

## História

### Topónimo
É possível que o topónimo Afife se trate de um genitivo antroponímico árabe, Afif, que inicialmente era utilizado como adjectivo para designar algo ou alguém virtuoso; mais tarde porém, aparecia num documento de 1108, com a designação Afifi, sugerindo a existência de uma Villa Afifi, que adquiriu o nome do seu senhor. Ao longo dos séculos, o topónimo foi apresentando diferentes grafias: Fifi, Affifi, Afifi até culminar em Afife.[carece de fontes?]
Há ainda uma outra versão considerada popular. Segundo o arqueólogo José Bouça, a origem do topónimo é romana, de Aff-hifas, significando sopa de cabelos. Esta definição remonta à época em que a legião de Júlio César invadiu as terras lusas, massacrando as populações e violentando donzelas e damas lusitanas. Estas, para fugir a tal horror, torturaram-se a elas próprias, desfigurando os rostos e cortando os cabelos, cujas madeixas esconderam na corrente de uma fonte, para que não fossem manchadas pelos lábios impuros do inimigo; os soldados, para matar a sede, dirigiram-se à fonte e refrescaram os seus lábios com os cabelos molhados das donzelas, resultando daí a expressão: sopa de cabelos.[carece de fontes?]
Há ainda a considerar, que se pode encontrar a localidade de Afif, que se situa entre Meca e Medina na Arábia Saudita e outra no Gana, com o nome de Afife.

### Heráldica
O brasão da freguesia de Afife ostenta diversos elementos com os significados que se seguem:
- Faixa alçada de negro que lembra o trabalho de gesso decorativo em que os estucadores de Afife se tornaram exímios desde meados do século XVIII.
- Pano de muralha que representa os inúmeros castros que povoam os montes de Afife, símbolo da remota ocupação no local.
- Campanha ondada, composta por seis tiras, a primeira azul e as restantes prata e verde, representam respectivamente o rio de Afife que nasce na freguesia e o Oceano Atlântico que a banha a Poente, constituindo desde longas décadas uma importante fonte de rendimento - inicialmente através da pesca e da apanha do sargaço e, mais recentemente, do turismo.

## Património
- Convento de São João de Cabanas (incluindo mata e terrenos circundantes)

## Turismo
- Praia

Com cerca de 4 quilómetros de areias brancas e finas, Afife tem 3 praias com qualidade ambiental, ostentando desde 1989 a Bandeira Azul.
Pode-se circular pelas dunas através de passadiços ou tomar de assalto um dos bancos de madeira para observar o longo areal. Possui boas estruturas de apoio, prontas para as enchentes de Verão e das competições de surf e windsurf.
- Hotéis

Da oferta hoteleira fazem parte um hotel com 65 quartos e várias casas de turismo rural. No Verão é ainda possível alugar quartos e casas de particulares.
- Gastronomia

A nível gastronómico, existem vários restaurantes de grande qualidade, alguns deles oferecendo pratos exclusivos e muito característicos como é o caso do afamado Robalo cozido com algas, servido no restaurante Mariana.

## Infraestruturas

### Acessibilidades
O principal acesso rodoviário de Afife é a Estrada Nacional 13, através da qual se pode chegar de Sul, por Viana do Castelo, e de Norte, por Vila Praia de Âncora.
A freguesia é servida também por via ferroviária através da linha do Minho, dispondo de um apeadeiro onde efectuam paragem os comboios regionais da CP.

### Equipamentos sociais
Afife está dotada dos seguintes equipamentos socias:
- Sede da junta de freguesia (casa típica alto minhota, antiga residência paroquial)
- Jardim de infância a funcionar na Casa do Povo
- Escola do 1º ciclo do ensino básico oficial
- Centro de Saúde a funcionar na Casa do Povo
- Estação dos Correios
- Centro de Dia para apoio a idosos
- Rádio Popular Afifense, uma das estações de rádio locais mais antigas do país
- Apeadeiro de comboios da CP
- Casino Afifense (edífico emblemático que dispõe de teatro, biblioteca, café, salão de festas, salão de jogos e várias outras salas para usos diversos)
- Polidesportivo de Cabanas
- Pavilhão Municipal David Freitas

## Colectividades
- Casino Afifense - Instituição centenária cujo propósito é fomentar o desenvolvimento de actividades essencialmente culturais, educativas e recreativas
- ADA - Associação Desportiva Afifense
- NAIAA - Núcleo Amador de Investigação Arqueológica de Afife (a Rádio Afifense é um dos seus departamentos)
- Ronda da Costa Verde
- Grupo de Danças e Cantares de Afife (http://ranchoafife.blogspot.com)
- AFCAR - Associação dos Proprietários das Veigas de Afife, Carreço e Areosa
- Agrupal - Agricultura de Grupo Afifense, SARL
- Associação dos Proprietários das Sortes do Monte da Chã de Afife
- Casa do Povo de Afife
- Centro Social e Paroquial
- Comissão Fabriqueira de Afife
- Rádio Popular Afifense
- Rancho Infantil das Lavradeiras de Afife
- APCA - Associação de Protecção e Conservação do Ambiente

## Política

### Eleições autárquicas
| Data | %     | V   | %     | V  | %       | V       | %       | V       | %       | V       | %       | V       |
| Data | IND   | IND | PS    | PS | APU/CDU | APU/CDU | AD      | AD      | PPD/PSD | PPD/PSD | PSD-CDS | PSD-CDS |
| ---- | ----- | --- | ----- | -- | ------- | ------- | ------- | ------- | ------- | ------- | ------- | ------- |
| 1976 | 82,35 | 9   |       |    |         |         |         |         |         |         |         |         |
| 1979 |       |     | 47,49 | 7  | 33,11   | 4       | 16,50   | 2       | AD      | AD      |         |         |
| 1982 | 58,31 | 7   |       |    | 33,25   | 6       |         |         |         |         |         |         |
| 1985 |       |     | 54,66 | 5  | 40,29   | 4       |         |         |         |         |         |         |
| 1989 | 55,93 | 5   | 39,93 | 4  |         |         |         |         |         |         |         |         |
| 1993 | 24,20 | 2   | 31,02 | 3  | 40,86   | 4       |         |         |         |         |         |         |
| 1997 | 23,29 | 2   | 14,68 | 1  | 58,22   | 6       |         |         |         |         |         |         |
| 2001 | 33,65 | 3   |       |    |         |         | PSD-CDS | PSD-CDS | 60,53   | 6       |         |         |
| 2005 | 47,55 | 5   | 26,87 | 2  | 21,33   | 2       |         |         |         |         |         |         |
| 2009 | 65,16 | 6   |       |    | 27,56   | 3       |         |         |         |         |         |         |
| 2013 | 63,96 | 7   | 27,25 | 2  |         |         |         |         |         |         |         |         |
| 2017 | 61,14 | 6   | 34,63 | 3  |         |         |         |         |         |         |         |         |